# Olavo Bilac Pinto
Olavo Bilac Pereira Pinto (Santa Rita do Sapucaí, 8 de fevereiro de 1908 — Brasília, 18 de abril de 1985) foi um advogado, professor, diplomata, magistrado e político brasileiro. Entre outros cargos, foi presidente da Câmara dos Deputados, embaixador do Brasil e ministro do Supremo Tribunal Federal.

## Biografia
Filho de João Pereira Pinto e Laura Pereira Pinto. Casado com Maria do Carmo Moreira Pinto e teve três filhos: Francisco, Regina e Beatriz.
Formou-se em Direito pela Universidade Federal de Minas Gerais, turma de 1929. Em 1931 começou a advogar inicialmente na área criminal, em Belo Horizonte e, posteriormente, dedicar-se-ia ao Direito Administrativo. Foi professor de Noções de Direito no Departamento de Instrução da Força Pública de Minas Gerais, em 1933. Em 1939 foi aprovado em concurso para vaga de Professor Catedrático de Ciência das Finanças na mesma Universidade em que se formou. Também foi aprovado em concurso para vaga de Professor Catedrático de Direito Administrativo na Faculdade Nacional de Direito da Universidade do Brasil, atual Universidade Federal do Rio de Janeiro.
Na política, foi eleito deputado estadual para a Assembleia Constituinte mineira em 1935, que teve o mandato cassado com o Golpe de 1937. Foi eleito deputado federal pela União Democrática Nacional (UDN), sendo reeleito para diversas legislaturas consecutivas, de 1951 a 1966. Contando com o apoio do então presidente da República Humberto de Alencar Castelo Branco, elegeu-se presidente da Câmara dos Deputados do Brasil de fevereiro a dezembro de 1965, após derrotar o paulista Ranieri Mazzilli (PSD) por 200 votos a 167.
Na vida pública, foi Secretário de Finanças do Estado de Minas Gerais, no governo de Magalhães Pinto, em 1961, embaixador do Brasil na França de 1967 a 1970. Nesse mesmo ano foi nomeado ministro do Supremo Tribunal Federal, sendo Vice-presidente no ano de 1977, cargo do qual deixou em agosto de 1978, com a aposentadoria compulsória.
Fez oposição aos governos de Getúlio Vargas e Juscelino Kubitschek e apoiou o Golpe de 1964.
Foi diretor da Revista Forense, editada no Rio de Janeiro.